# Rivière Kağıthane
La rivière Kâğıthane est un petit cours d'eau d'Istanbul. D'une longueur de 12 km, elle prend sa source à l'est du lac Terkos, traverse les districts d'Eyüpsultan et de Sarıyer et se jette dans la Corne d'Or à Kağıthane. La rumeur dit que le ruisseau, connu sous le nom de Barbisos à l'époque byzantine, a commencé à s'appeler Kâğıthane en raison des usines à papier situées autour de ses rives pendant la période ottomane.

## Histoire et description
Les rives du ruisseau, aujourd'hui entourées d'habitations denses, étaient autrefois recouvertes de grandes prairies. Les chevaux appartenant au palais paissaient dans ces prairies. La rivière était l’une des principales zones de loisirs des habitants d’Istanbul. Des excursions en bateau y étaient organisées. Le voyageur ottoman Evliya Çelebi mentionne le ruisseau Kâğıthane avec toutes ces caractéristiques dans la section où il décrit Istanbul dans son ouvrage Seyahatname.
Dans la période connue sous le nom d'Ère des tulipes dans l’histoire ottomane, Yirmisekiz Mehmet Çelebi a fait construire ici des demeures similaires à celles qu'il a vues lors de ses voyages en Europe. Après cette date, les prairies au bord des berges sont devenues un lieu où se trouvaient les résidences d'été des notables d'Istanbul. Cependant, tous les pavillons et demeures situés sur les rives de la rivière Kağıthane ont été détruits lors de la rébellion de 1730. Kâğıthane et ses environs, qui n'ont pas pu retrouver leur gloire d'antan, ont été confrontés à une intense migration interne vers Istanbul après les années 1950. Les bidonvilles concentrés dans le lit du ruisseau sont devenus anarchiques et ont évolué pour devenir les quartiers actuels.
Le manque d'infrastructures, une urbanisation non planifiée et une planification incorrecte ont créé des problèmes majeurs. La rivière, fortement polluée en raison des établissements industriels qui l'entourent, pollue également la Corne d'Or et donc le Bosphore et la mer de Marmara. Elle dégageait de mauvaises odeurs alentour. Comme le ruisseau était couvert et souterrain à certains endroits, pendant la saison des pluies, il ne pouvait pas rentrer dans son lit et débordait, causant de graves dégâts aux villages environnants. La rivière, partiellement nettoyée et réhabilitée grâce aux grands travaux initiés dans les années 1990, a été purifiée des mauvaises odeurs qui polluaient l'environnement.

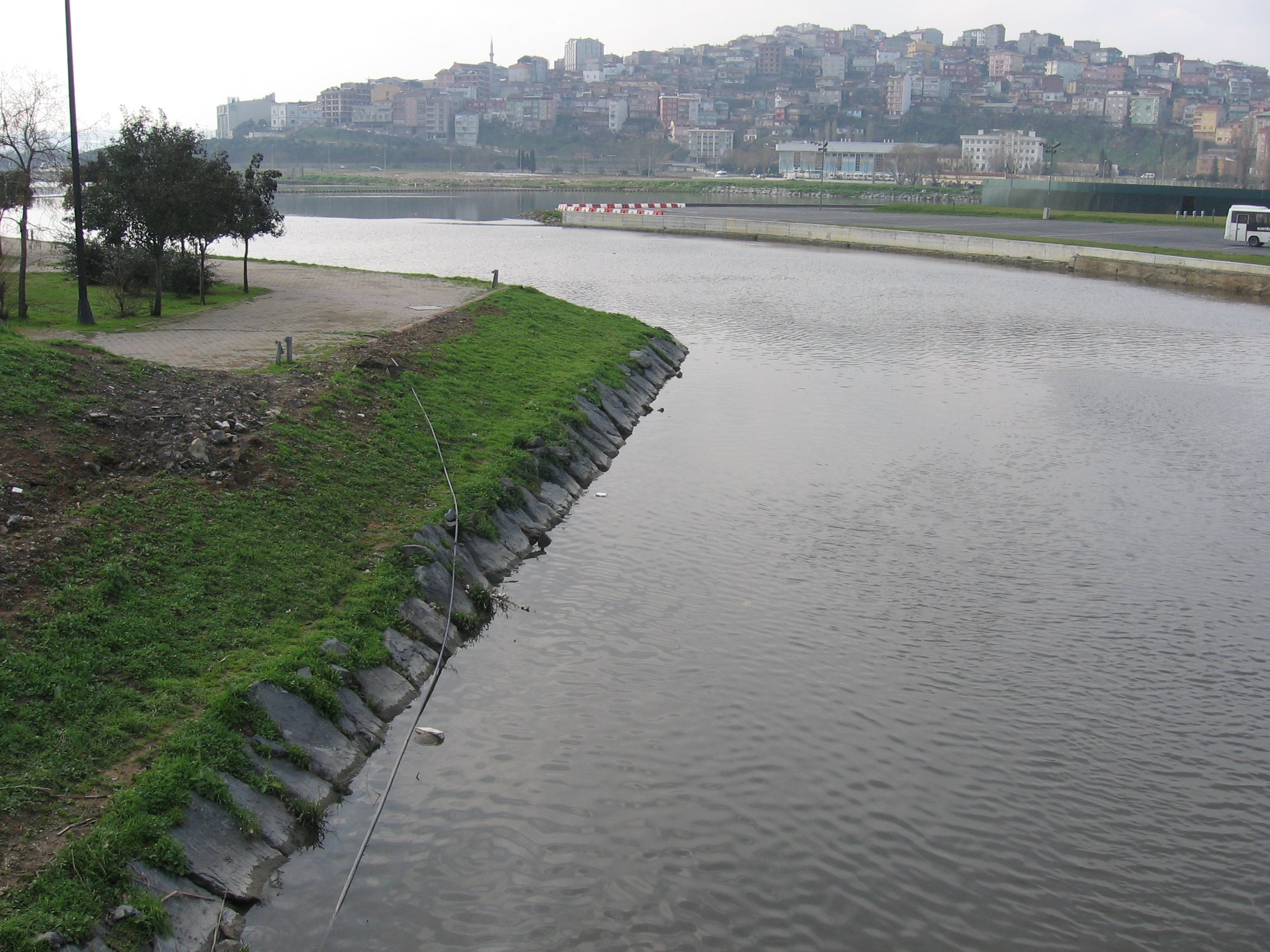
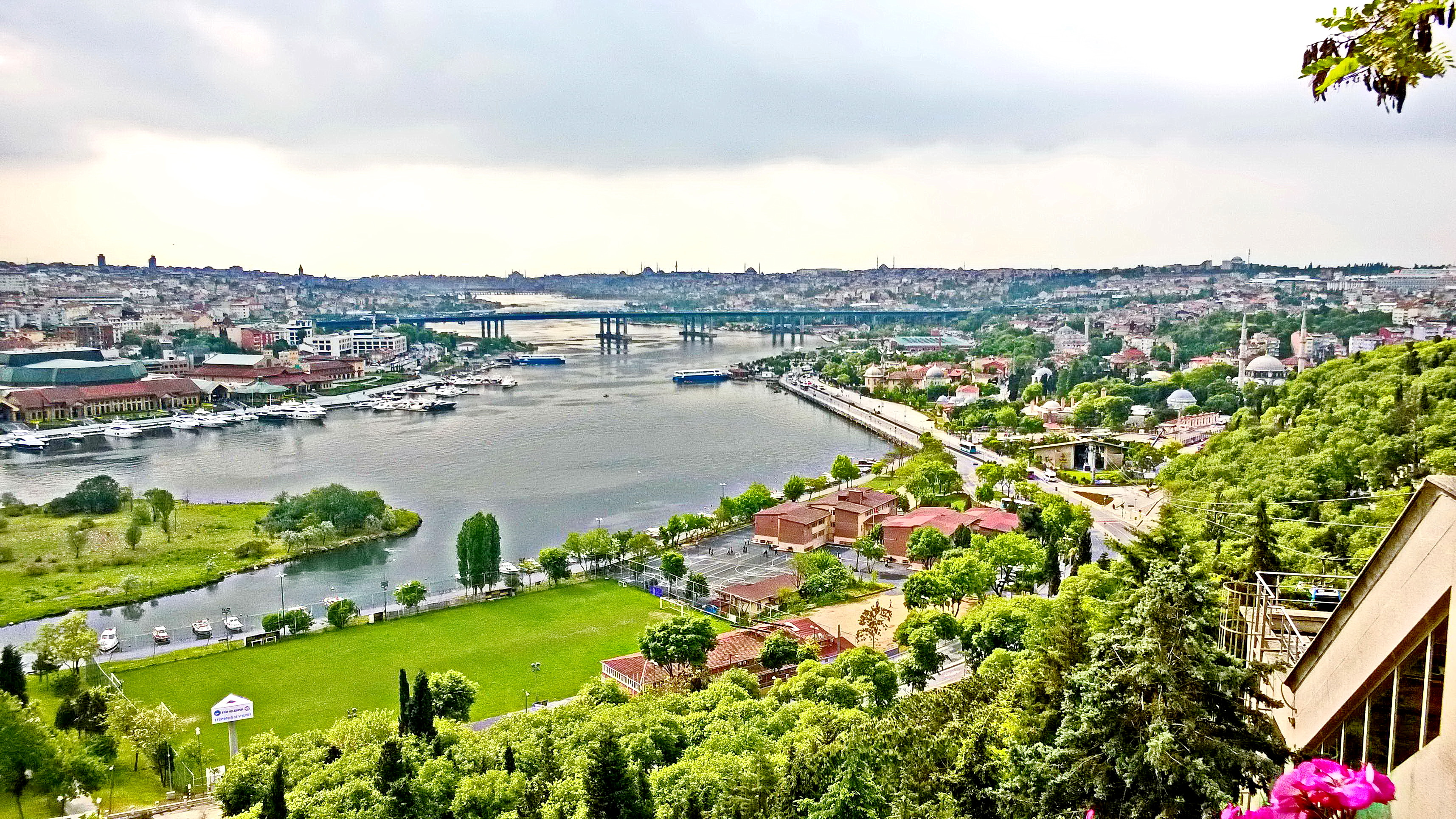
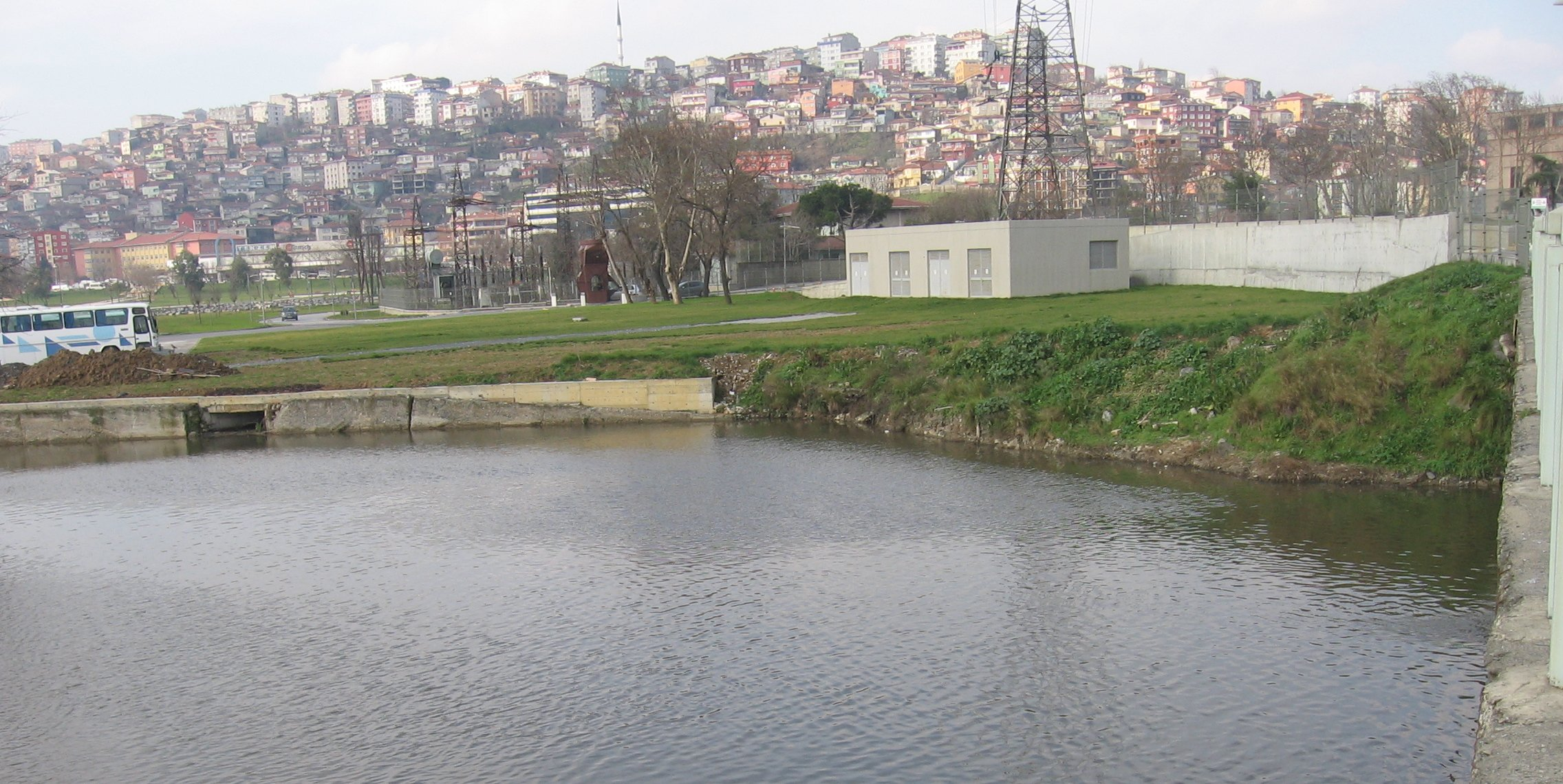